# Université hongroise des beaux-arts
L'université hongroise des beaux-arts (en hongrois : Magyar Képzőművészeti Egyetem, /ˈmɒɟɒɾ ˈkeːpzøːmyːveːsɛti ˈɛɟɛtɛm/, MKE) est l'une des universités de Budapest, fondée en 1871.

## Personnalités liées à l'université
- Jenő Barcsay, artiste peintre, ancien élève et professeur.
- Orshi Drozdik, artiste féministe, ancienne élève et professeure
- Georges Feher, artiste peintre, ancien élève.
- Paul Kallos, artiste peintre, ancien élève.
- Ferdinand Kulmer, artiste peintre, ancien élève.
- Ernő Metzner, réalisateur et décorateur de cinéma hongrois, ancien élève.
- Louis Tinayre, artiste peintre, ancien élève.
- Robert Weissenbacher, peintre, ancien élève.